# エリック＝オスカー・ハンセン
エリック＝オスカー・ハンセン（ドイツ語: Erik-Oskar Hansen、1889年5月27日 - 1967年3月18日）は、ドイツ国防軍陸軍の軍人。1941年と1942年のセバストポリ攻囲戦で、主力部隊であったLIV軍団の軍団司令官を務めた。1944年8月の赤軍によるヤッシー＝キシニョフ攻勢の最中に捕虜となり、1955年まで抑留された。最終階級は騎兵大将。

## 受章
- 鉄十字章 (1914年版)
  - 二級
  - 一級
- ハンザ十字章（英語版）
- 前線戦士名誉十字章
- 1938年3月13日記念メダル
- 1938年10月1日記念メダル
- 鉄十字章略章
  - 二級
  - 一級
- クリミア盾章
- 1941年/1942年東部戦線冬季戦記章
- ミハイ勇敢公勲章（英語版）
  - 三等 - 1941年8月22日受章
  - 二等 - 1942年7月29日受章
- ドイツ十字章金章 - 1942年9月19日受章
- 騎士鉄十字章 - 第LIV軍団司令官、騎兵大将として1941年9月4日受章[1]